# Stanisław Jagielski (cichociemny)

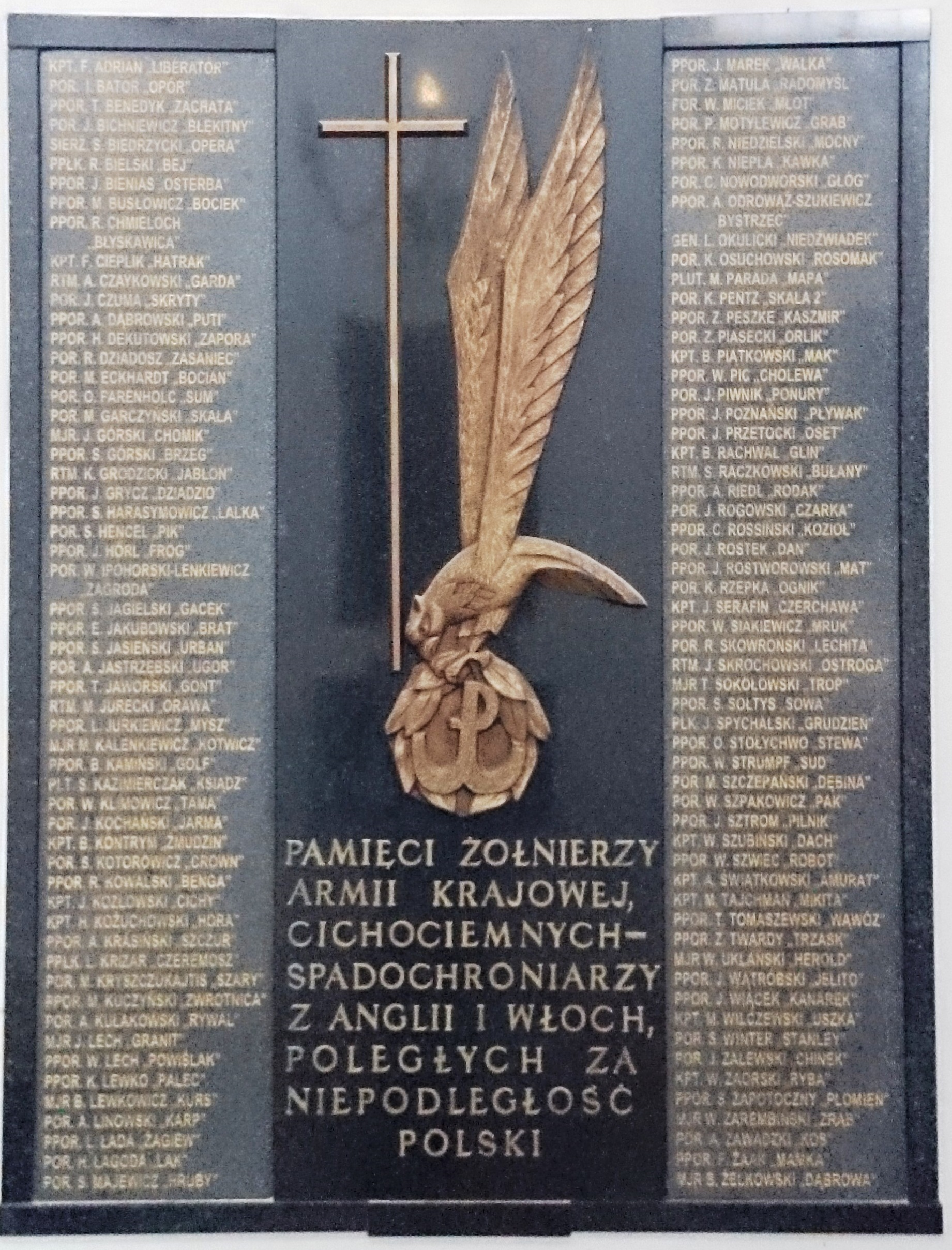
Tablica w kościele św. Jacka w Warszawie, upamiętniająca poległych cichociemnych, w tym Stanisława Jagielskiego

Stanisław Marian Jagielski, ps. Gacek, Siapek (ur. 8 września 1919 w Rozdzielu, zm. 6 marca 1944 w Kurowie) – podporucznik Wojska Polskiego, cichociemny. Kawaler Orderu Virtuti Militari.

## Życiorys
Stanisław Jagielski urodził się w Rozdzielu k. Bochni. Był najstarszym synem wiejskich nauczycieli Józefa i Stanisławy z Porębskich (1889–1964). Egzamin dojrzałości złożył w Państwowym Gimnazjum Męskim w Wieliczce. Ukończył kurs podchorążych rezerwy piechoty w Krakowie i otrzymał przydział do 20 pułku piechoty. W jego składzie, jako dowódca drużyny, wziął udział w walkach we wrześniu 1939 roku. 22 września pod Tomaszowem Lubelskim dostał się do niewoli niemieckiej. Uciekł i przez Rumunię przedostał się do Francji, gdzie został skierowany na kurs podchorążych.
Po klęsce Francji znalazł się w Wielkiej Brytanii, od 22 lipca 1940 roku w składzie 1 Brygady Strzelców. 24 sierpnia 1942 roku, po ukończeniu szkolenia dla cichociemnych, został zaprzysiężony, 1 października tegoż roku awansowany do stopnia podporucznika. Następnej nocy wraz z pięcioma innymi skoczkami został zrzucony w okolicach Dęblina. Otrzymał przydział do Okręgu Lublin Armii Krajowej. Prowadził szkolenia dywersyjne i sabotażowe, organizował dywersję, w grudniu 1942 roku objął stanowisko szefa Kedywu Inspektoratu Rejonowego Lublin i Puławy, od października 1943 roku dowodził oddziałem dyspozycyjnym Inspektoratu. Brał udział w licznych akcjach dywersyjnych i likwidacji agentów niemieckich.
Został aresztowany przez Gestapo 7 grudnia 1943 roku w Ługowie. Osadzony w zamku lubelskim był torturowany podczas śledztwa. 6 marca 1944 roku został zamordowany w publicznej egzekucji w Kurowie. Został pochowany na cmentarzu w Żyrzynie. Symbolicznie pochowany w grobie rodziców na Cmentarzu Komunalnym w Wieliczce.

## Odznaczenia
- Krzyż Srebrny Orderu Virtuti Militari (pośmiertnie odznaczony przez Rząd RP na uchodźstwie)

## Upamiętnienie
- W Wieliczce uhonorowano go nazywając jedną z ulic jego imieniem.
- W lewej nawie kościoła św. Jacka przy ul. Freta w Warszawie odsłonięto w 1980 roku tablicę Pamięci żołnierzy Armii Krajowej, cichociemnych – spadochroniarzy z Anglii i Włoch, poległych za niepodległość Polski. Wśród wymienionych 110 poległych cichociemnych jest Stanisław Jagielski.